# David Denave
David Denave, né le 25 octobre 1985, à Saint-Étienne, dans la Loire, est un joueur français de basket-ball. Il évolue au poste d'arrière.

## Palmarès

### Distinctions personnelles
- Participation au All-Star Game LNB : 2013